# نبردناو کاتوری
نبردناو کاتوری (به انگلیسی: Japanese battleship Katori) یک کشتی بود که طول آن ۴۵۶ فوت ۳ اینچ (۱۳۹٫۱ متر) بود. این کشتی در سال ۱۹۰۵ ساخته شد.